# Melastro
Il melastro è un melo selvatico che cresce in tutta Italia ma soprattutto sul Gargano. Ha foglie alterne e semplici con un piccolo picciolo. I frutti sono mele, con pomo arrotondato, ombelicato alla base, di colore variabile dal verde al rosso, al suo interno ha circa 10 semi, fiorisce verso aprile o maggio, vivendo sino a 80 anni.